# Oberamt (Gemeinde Gresten-Land)
Oberamt ist eine Ortschaft und eine Katastralgemeinde der Gemeinde Gresten-Land im Bezirk Scheibbs in Niederösterreich.

## Geschichte
Im Jahr 1822 wurde der Ort als Amt mit 79 zerstreuten Häusern genannt, das nach Gresten eingepfarrt war, wohin auch die Kinder eingeschult wurden. Die Herrschaft Stiebar besaß die Ortsobrigkeit, übte die Landgerichtsbarkeit aus und besorgte die Konskription. Die Untertanen und Grundholde des Ortes gehörten den Herrschaften Stiebar und Ybbsitz. Laut Adressbuch von Österreich waren im Jahr 1938 in der Ortsgemeinde Oberamt ein Vertreter, ein Fuhrwerker, drei Gastwirte, zwei Gemischtwarenhändler, zwei Mühlen, ein Sägewerk, ein Schmied, ein Viktualienhändler und viele Landwirte ansässig.
Am 1. Jänner 1968 wurde die bis dahin selbständige Gemeinde Oberamt mit Unteramt und Schadneramt zur Gemeinde Gresten-Land fusioniert.

## Siedlungsentwicklung
Zum Jahreswechsel 1979/1980 befanden sich in der Katastralgemeinde Oberamt insgesamt 187 Bauflächen mit 47.481 m² und 100 Gärten auf 357.090 m², 1989/1990 gab es 184 Bauflächen. 1999/2000 war die Zahl der Bauflächen auf 362 angewachsen und 2009/2010 bestanden 294 Gebäude auf 465 Bauflächen.

## Bodennutzung
Die Katastralgemeinde ist forstwirtschaftlich geprägt. 961 Hektar wurden zum Jahreswechsel 1979/1980 landwirtschaftlich genutzt und 1.178 Hektar waren forstwirtschaftlich geführte Waldflächen. 1999/2000 wurde auf 841 Hektar Landwirtschaft betrieben und 1.296 Hektar waren als forstwirtschaftlich genutzte Flächen ausgewiesen. Ende 2018 waren 783 Hektar als landwirtschaftliche Flächen genutzt und Forstwirtschaft wurde auf 1.300 Hektar betrieben. Die durchschnittliche Bodenklimazahl von Oberamt beträgt 19,6 (Stand 2010).